# Rómulo Parodi García
Rómulo Ángel Parodi García (Ayacucho, 21 de marzo de 1877 – Lima, 15 de diciembre de 1951) fue un médico, hacendado y político peruano. Fue diputado  por la provincia de Cangallo (Ayacucho), de 1913 a 1918, y de 1939 a 1948; diputado constituyente de 1931 a 1936; y diputado por el departamento de Ayacucho de 1950 a 1951. 

## Biografía
Natural de Ayacucho o Huamanga, su padre era un inmigrante italiano proveniente de Génova. Cursó sus estudios escolares en el Colegio Nacional "San Ramón" de su ciudad natal. Luego ingresó a la Facultad de Medicina de la Universidad Nacional Mayor de San Marcos de Lima, donde se tituló de médico cirujano.  En su tesis para el grado de bachiller, titulada Importancia de las medidas legales en la defensa social contra la sífilis, reflexionaba sobre la responsabilidad jurídica de aquellas personas que practicaban el sexo aún sabiendo que padecían de una enfermedad venérea (1909).
Fue diputado por la provincia de Cangallo (Ayacucho), de 1913 a 1918. Luego fue representante por Ayacucho ante el Congreso Constituyente de 1931 a 1936,  por el partido Unión Revolucionaria (UR). Ejerció como tesorero de dicho Congreso.
En 1939 fue nuevamente elegido diputado por la provincia de Cangallo. En ese entonces formaba parte de la Concentración Nacional de Partidos, que llevó a la presidencia a Manuel Prado Ugarteche, de 1939 a 1945. En el parlamento fue miembro de las comisiones de Beneficencia, Salud Pública y Presupuesto.
En 1945 fue reelegido como diputado por Cangallo, formando parte de la oposición al gobierno del presidente José Luis Bustamante y Rivero. El golpe de Estado de 27 de octubre de 1948 puso fin a su labor parlamentaria. 
En 1950 volvió otra vez al parlamento como diputado por Ayacucho, falleciendo en el ejercicio de su función en 1951.
Fue también un propietario de fundos agrícolas, entre ellos, el de nombre "Pajonal", dedicado a la fabricación de aguardientes. Poseía otra hacienda cerca a Chosica.